# Sartang-e Fāleḩ
Sartang-e Fāleḩ är en ort i Iran.   Den ligger i provinsen Khuzestan, i den centrala delen av landet, 400 km söder om huvudstaden Teheran. Sartang-e Fāleḩ ligger 1 241 meter över havet och antalet invånare är 284.
Terrängen runt Sartang-e Fāleḩ är huvudsakligen bergig, men västerut är den kuperad. Runt Sartang-e Fāleḩ är det ganska tätbefolkat, med 56 invånare per kvadratkilometer. Närmaste större samhälle är Jangeh, 14,9 km nordväst om Sartang-e Fāleḩ. Omgivningarna runt Sartang-e Fāleḩ är i huvudsak ett öppet busklandskap.